# St. Florian (Górna Austria)
St. Florian, Sankt Florian – gmina targowa w Austrii, w kraju związkowym Górna Austria, w powiecie Linz-Land. Liczy 6014 mieszkańców (1 stycznia 2015).
W gminie znajduje się klasztor Sankt Florian.

## Współpraca
Miejscowości partnerskie:
- Innichen, Włochy
- Tolmezzo, Włochy
- Weißenkirchen in der Wachau, Dolna Austria